# Stefan Mikaelsson
Mikael Stefan Mikaelsson, född 24 november 1957 i Älvsby församling, Norrbottens län, är same och renägare i Udtja sameby och samisk politiker.

## Biografi
Stefan Mikaelsson härstammar från Rödingsträsk i Harads. Han har arbetat med samepolitik sedan 1986 och valdes 1993 in i Sametinget för Skogssamerna, Vuovdega. Han var Sametingets vice ordförande 1996–2009 och dess ordförande 2009-2017. Vid sametingsvalet 2013 valdes han in på ett mandat för Min Geaidnu. I riksdagsvalet 2018 kandiderade Mikaelsson för Feministiskt initiativ på plats 15 på deras riksdagslista.
Stefan Mikaelsson väckte uppmärksamhet 2012 genom att komma ut som queer.